# Brian Bromberg
Brian Bromberg es un bajista y contrabajista estadounidense de jazz y jazz fusion.

## Biografía
Nacido el 5 de diciembre de 1960, en Tucson, Arizona, Brian Bromberg creció en una familia de artistas. Como su padre y su hermano, Brian comenzó a tocar la batería, y a los 13 años inició su carrera profesional como baterista. En la escuela elemental, Bromberg se inició en el chelo, con el que no se sentía del todo confortable. Cuando el director de la orquesta de la escuela le ofreció el puesto de contrabajista, Bromberg, aún adolescente no lo dudó. Desde los 14 a los 18 años el joven Brian se aplicó al estudio intensivo de su nuevo instrumento, además de tocar en infinidad de bandas de todo tipo. En 1979, el contrabajista Marc Johnson (bajista de Bill Evans), tras haber oído a Bromberg, lo recomendó al saxofonista Stan Getz. Bromberg tenía 19 años, y desde entonces, en su carrera profesional ha trabajado ininterrumpidamente con algunos de los nombres más importantes de la escena del jazz norteamericano, además de desarrollar una importante carrera en solitario.

## Valoración y estilo
Brian Bromberg es en la actualidad, y sin ningún género de dudas, un virtuoso y uno de los mayores exponentes a nivel técnico tanto del bajo eléctrico (también en su versión fretless) como del contrabajo. Capaz de desenvolverse con igual soltura en géneros tan diversos como el jazz, el funk o el jazz fusion, Brian Bromberg es también uno de los pocos bajistas que han sido capaces de aplicar con éxito la técnica del tapping a dos manos, popularizada por Stanley Jordan en la guitarra, al bajo eléctrico. Además, Bromberg exhibe un dominio técnico casi absoluto en todas y cada una de las facetas de ambos instrumentos, lo que lo convierte, actualmente, en uno de los músicos de sesión más versátiles y respetados del mundo.
Como compositor, si bien su música ha mostrado una cierta tendencia a gravitar en torno al smooth jazz, también es cierto que la obra de Bromberg muestra un lado más innovador y ecléctico, ya sea en álbumes puramente acústicos como Wood (2002), como en su álbum de tributo a Jaco Pastorius, titulado, sencillamente, Jaco (2002).

## Discografía
- BASSically Speaking (1985)
- New Day (1985)
- Basses Loaded (1988)
- Magic Rain (1989)
- It's About Time: The Acoustic Project (1991)
- Brian Bromberg (1993)
- You Know That Feeling (1997)
- Wood (2002)
- Jaco (2002)
- Choices (2004)
- Bass Freak Out (2004)
- Metal (2005)
- Wood II (2006)
- Downright Upright (2007)
- In the Spirit of Jobim (2008)
- It Is What It Is (2009)
- Hands (2011)
- Compared to that... (2012)

## Colaboraciones
Como músico de sesión Brian Bromberg ha grabado o actuado, entre otros artistas con, Anita O' Day, Arturo Sandoval, Barney Kessel, Benny Golson, Bill Evans, Billy Cobham, Bob James, Bob Mintzer, Bobby Lyle, Boney James, Carmen McRae, Chris Botti, Clark Terry, Dave Grusin, Dave Koz, David Benoit, David Foster, Diane Schur, Dianna Krall , Dizzy Gillespie, Doc Powell, Dudley Moore, Eddie Harris, Elvin Jones, Elvis Costello, Ernie Watts, Freddie Hubbard, George Duke , Gerry Mulligan , Gonzalo Rubalcaba , Hank Jones, Herb Ellis, Herbie Hancock, Herbie Mann, Horace Silver, Ivan Lins, James Moody, Jeff Lorber, Joe Farrell, Joe Lovano, Joe Sample, Johnathan Butler, Johnny Mandel, Josh Grobin, Joshua Redman, Keiko Matsui, Kenny Baron, Kenny G, Kenny Garrett, Kenny Rankin, Kirk Whalum, Lalo Schiffren, Larry Carlton, Lee Konitz, Lee Ritenour, Lenny White, Les McCann, Lionel Hampton, Lou Rawls, Michael Brecker, Michael Bublé, Michael Crawford, Michel Legrand, Monte Alexander, Nancy Wilson, Patrice Rushen, Paula Cole, Peter White, Randy Brecker, Rene Olstead, Richard Elliot, Richie Cole, Rick Braun, Robben Ford, Roy Hargrove, Russ Freeman, Sadao Watanabe, Sarah Vaughan, Shirley Horn, Sonny Stitt, Stan Getz, Stanley Jordan, Stanley Turrentine, Steve Lukather, Tom Scott, Tony Williams, Toots Thielemans , Vinnie Colaiuta, Woody Shaw. Además ha grabado un buen número de bandas sonoras para cine y televisión.